# Sturtevant
Sturtevant is een plaats (village) in de Amerikaanse staat Wisconsin, en valt bestuurlijk gezien onder Racine County.

## Demografie
Bij de volkstelling in 2000 werd het aantal inwoners vastgesteld op 5287. In 2006 is het aantal inwoners door het United States Census Bureau geschat op 6446, een stijging van 1159 (21,9%).

## Geografie
Volgens het United States Census Bureau beslaat de plaats een oppervlakte van 8,0 km², geheel bestaande uit land. Sturtevant ligt op ongeveer 241 m boven zeeniveau.

## Plaatsen in de nabije omgeving
De onderstaande figuur toont nabijgelegen plaatsen in een straal van 16 km rond Sturtevant.